# 巴图额尼日乐
巴图额尼日乐（2011年—）是蒙古国著名儿童歌手，多次到韩国等地演出，2019年2月19日，巴图额尼日乐与恩师巴图苏和参加了中国湖南卫视《元宵喜乐会》节目的直播录制。